# Dance Open
Dance Open International Ballet Festival — ежегодный международный фестиваль балета, основанный в 2001 году в Санкт-Петербурге.
Фестиваль ежегодно проходит в марте-апреле в Санкт-Петербурге (Россия) и включает программу зрелищных, образовательных и светских мероприятий, посвященных хореографическому искусству. Российская критика так обозначила творческую нишу фестиваля: «Dance Open из года в год оправдывает своё название: танец здесь и впрямь открытый — в том смысле, что твердые жанровые рамки не приветствуются. Разве что самому крутому авангарду, который уже почти и не танец, сюда вход закрыт (пока?). А так можно увидеть и классику, и неоклассику, и модерн-данс, и эстраду. Даже акробатику» // Майя Крылова, «Новые Известия».
Основанный в 2001 году, Санкт-Петербургский международный фестиваль балета Dance Open вырос из идеи образовательного курса для студентов балетных школ. Впервые Dance Open прошёл в 2001 году в формате серии мастер-классов для учащихся балетных школ из разных стран, которые проводили ведущие педагоги русской хореографической школы, преимущественно из Академии русского балета имени А. Я. Вагановой.
C 2007 по 2013 год итоговый Гала-концерт проходил в БКЗ «Октябрьский», а начиная с сезона 2014 гг. Фестиваль базировался на основной сцене Александринского театра. В разные годы площадками для фестивальных показов становились лучшие театральные залы города: Михайловский и Александринский театры, Театр оперы и балета Санкт-Петербургской государственной консерватории им. Римского-Корсакова.
По свидетельствам СМИ, Фестиваль признают крупнейшим хореографическим форумом России.
Автором идеи и руководителем Dance Open является Екатерина Галанова, в прошлом балерина Мариинского театра.
Ежегодная (с 2015 года — проводимая каждые два года) Премия Dance Open отмечает наивысшие личные достижения солистов балета — соединение виртуозной техники и артистизма вне зависимости от стилей, жанров и направлений исполняемых ими номеров. Наградой победителям становится хрустальная реплика скульптуры, созданной в 1913 г. Б. О. Фредманом-Клюзелем со слепка ноги балерины Анны Павловой. Прототип этой награды — сама скульптура — хранится в Санкт-Петербургском Государственном Музее театрального и музыкального искусства.
Церемония вручения премии — закрытое мероприятие.

### Номинации премии
- Гран-при «DANCE OPEN»
- Лучший дуэт
- Mr. Виртуозность
- Ms. Виртуозность
- Mr. Выразительность
- Ms. Выразительность
- Приз зрительских симпатий

### Лауреаты Премии Dance Open
- 2010 год — Лусия Лаккара (Гран-при), Иван Васильев, Наталья Осипова, Виктория Терёшкина, Эрман Корнехо, Полина Семионова, Юргита Дронина и Лука Ветере, Даниил Симкин.
- 2011 год — Иван Васильев и Наталья Осипова (Гран-при), Йона Акоста, Виктория Терёшкина, Стивен МакРей, Юргита Доронина и Эшли Баудер, Денис и Анастасия Матвиенко, Лусия Лаккара.
- 2012 год — Яна Саленко (Гран-при), Йона Акоста, Евгения Образцова, Дину Тамазлакару, Мария Эйхвальд, Иржи Бубеничек и Отто Бубеничек, Дэниэл Ульбрихт, Владимир Малахов (Премия за выдающийся вклад в развитие балетного искусства).
- 2013 год — Лусия Лакарра (Гран-при), Фабьен Воранже, Юргита Дронина, Михаил Канискин, Элиза Кабрера, Джозеф Гатти, Яна Саленко, Эшли Баудер, Эрман Корнехо, Ольга Смирнова, Дэниэл Ульбрихт.
- 2014 год — Анна Цыганкова (Гран-при), Мисти Копланд, Владимир Шкляров, Семён Чудин, Яна Саленко, Джозеф Гати, Реми Вортмейер, Йоэль Кареньо.
- 2016 год — Ольга Смирнова и Семён Чудин (Гран-при), Манюэль Легри, Алисия Аматриан, Мэтью Голдинг, Яна Саленко, Анна Цыганкова, Реми Вортмейер, Джейсон Райли.
- 2018 год — Маряйн Радемякер (гран-при), Екатерина Крысанова, Анна Оль, Бахтияр Адамжан, Ксения Овсяник, Хироаки Ишида, Дэниэл Улбрихт, Денис Дроздюк, Лекс Ишимото.

С 2007 года Dance Open под своим брендом проводит гала-концерты и мастер-классы в городах России и за рубежом. Гала Dance Open прошли более чем в двух десятках стран
Помимо концертной деятельности Dance Open занимается благотворительностью, сотрудничая с общественным движением «Наши дети». В рамках программы «Маленький путешественник» организаторы Фестиваля оплачивают или предоставляют транспорт для поездок детей в интеллектуальные и развлекательные центры Санкт-Петербурга.